# Orsk
Orsk je druhé největší město v Orenburské oblasti. Nachází se asi 100 kilometrů jihovýchodně od jižního cípu pohoří Ural. Město je rozděleno řekou Ural, která je považována za jednu z hranic mezi Evropou a Asií, z čehož vyplývá, že Orsk leží ve dvou různých světadílech.

## Historie
Orsk byl založen roku 1735 během ruské kolonizace baškirského a jihouralského regionu. Původní osada byla založena expedicí, vedenou Ivanem Kirilovem. Tehdy se osada nazývala Orenburg. Později se tímto názvem pojmenovalo současné hlavní město Orenburské oblasti, které se nachází 160 kilometrů západně od Orsku.
Od 22. července 1847 do 11. května 1848, byla Orská pevnost domovem pro ukrajinského básníka a malíře Tarase Ševčenka. V roce 1861 se pevnost stala základnou kozácké armády. O čtyři roky později získal Orsk status města.
V dubnu 2024 došlo k protržení hráze k regulaci vody na řece Ural, povodeň následně zaplavila více než 2 400 obytných budov a více než 4 200 obyvatel města muselo být evakuováno.

## Ekonomika
Orsk je nejdůležitější průmyslové centrum v Orenburské oblasti. Mezi hlavní průmyslová odvětví patří hutnictví, strojírenství, potravinářství, ropný a lehký průmysl.

## Rodáci
- Jurij Bondarev (1924–2020) – ruský a sovětský spisovatel válečné prózy
- Vladimir Makanin (1937–2017) – ruský spisovatel, laureát ceny Ruský Booker

## Galerie

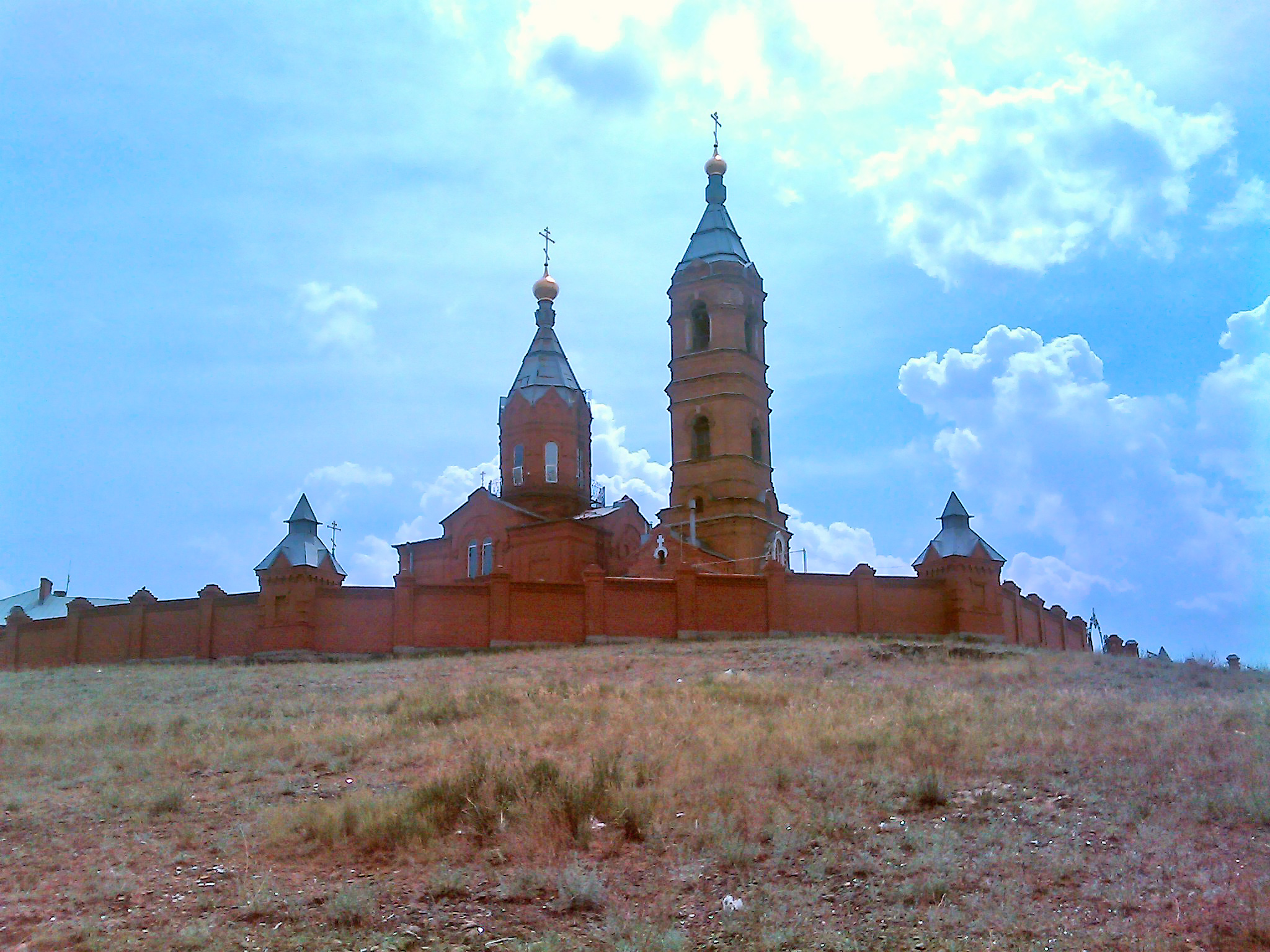
Orský kostel
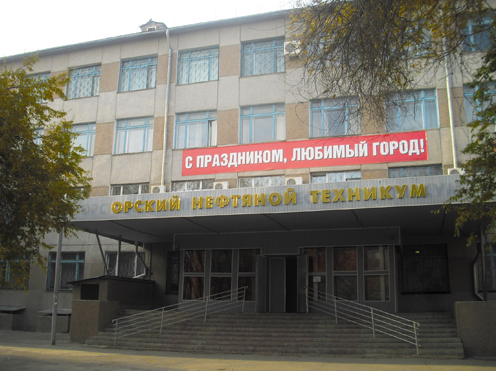
Technická škola